# Cooper Car Company
A Cooper Car Company egy brit versenyautó-vállalat volt, amely az 1950-es és 1960-as években az egyik legsikeresebb Formula–1-es csapat volt.

## Története

### Kezdetek

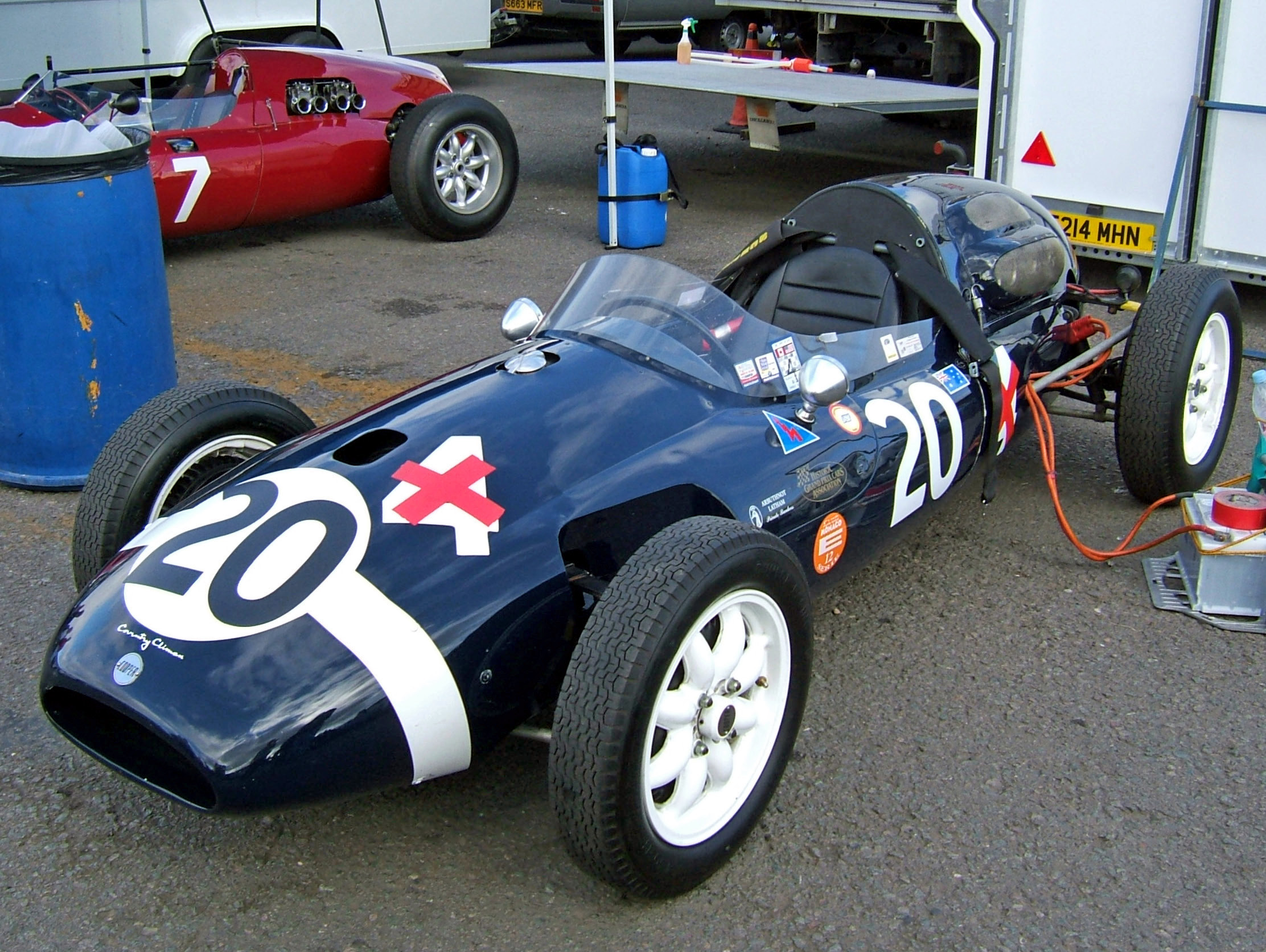
Cooper T43

Charles Cooper és fia, John Cooper 1946-ban kezdett el saját versenyautókat építeni. Az első versenyautót még a családi surbitoni garázsukban építették. Megépítették a Cooper 500-as modellt, amely viszonylag olcsó volt, így privát versenyző indult vele. A Cooper autókkal az 1940-es évek végén Stirling Moss és Peter Collins is sikeresen szerepelt. Az első Cooper, amely a Formula–1-ben indult, a T12-es modell volt. V2-es, 1,1 literes JAP motorral volt felszerelve, az 500-ashoz hasonlóan már ebben is a pilóta mögött foglalt helyet az erőforrás. Harry Schell indult vele az 1950-es monacói nagydíjon, de már a verseny első körében kiesett.
Az 1952-es Formula–1 világbajnokságra megépítették a kétliteres, Bristol motorral meghajtott T20-ast, amellyel Mike Hawthorn a brit nagydíjon harmadik lett. 1953-ban megalapították a Cooper Car Companyt. 1955-től Jack Brabham is részt vett az új T40-es modell tervezésében, Owen Maddock mellett. Brabham az 1955-ös brit nagydíjon részt vett az autóval, de csak a 25. helyre kvalifikálta magát. Ideje 27 másodperccel volt rosszabb a pole pozíciónál. 1957-ben Maddock megalkotta a T43-ast, amelyet már a Coventry Climax motorja hajtott. Brabham a negyedik helyen végzett a monacói nagydíjon.

### Sikerek
Az autó versenyképességét látva a Cooper úgy döntött, hogy 1958-ban a teljes szezonban részt vesznek. Ebben az évben írták ki először a konstruktőri világbajnokságot is. Az évad első versenyén Stirling Moss a Rob Walker Racing Cooper T43-asával megszerezte a farmotoros autók első győzelmét. Moss ezután elhagyta csapatát, helyét Maurice Trintignant vette át. A francia ezután győzött a monacói nagydíjon, a Cooper T45-össel. A Cooper a harmadik helyen zárta az évet 31 ponttal.
1959-ben Jack Brabham győzött Monacóban és Aintree-ben, míg Moss Portugáliában és Olaszországban Rob Walker csapatával, Bruce McLaren pedig az évadzáró amerikai nagydíjon. Brabham megszerezte első világbajnoki címét a T51-essel, a Cooper pedig győzött a konstruktőri bajnokságban. A Cooper győzelmei elavulttá tették az előtte uralkodó orrmotoros autókat, és három év múlva már az összes csapat középmotoros autót használt. 1960-ban megépítették a T53-ast. Az évadnyitó argentin nagydíjon Moss indult az első helyről, végül McLaren nyerte a versenyt. Brabham a szezon közepén sorozatban győzött öt nagydíjon (Hollandia, Franciaország, Nagy-Britannia, Portugália), ennek köszönhetően ismét világbajnok lett. A Cooper 48 ponttal magabiztosan nyerte a konstruktőri bajnokságot.

### Új szabályok, visszaesés

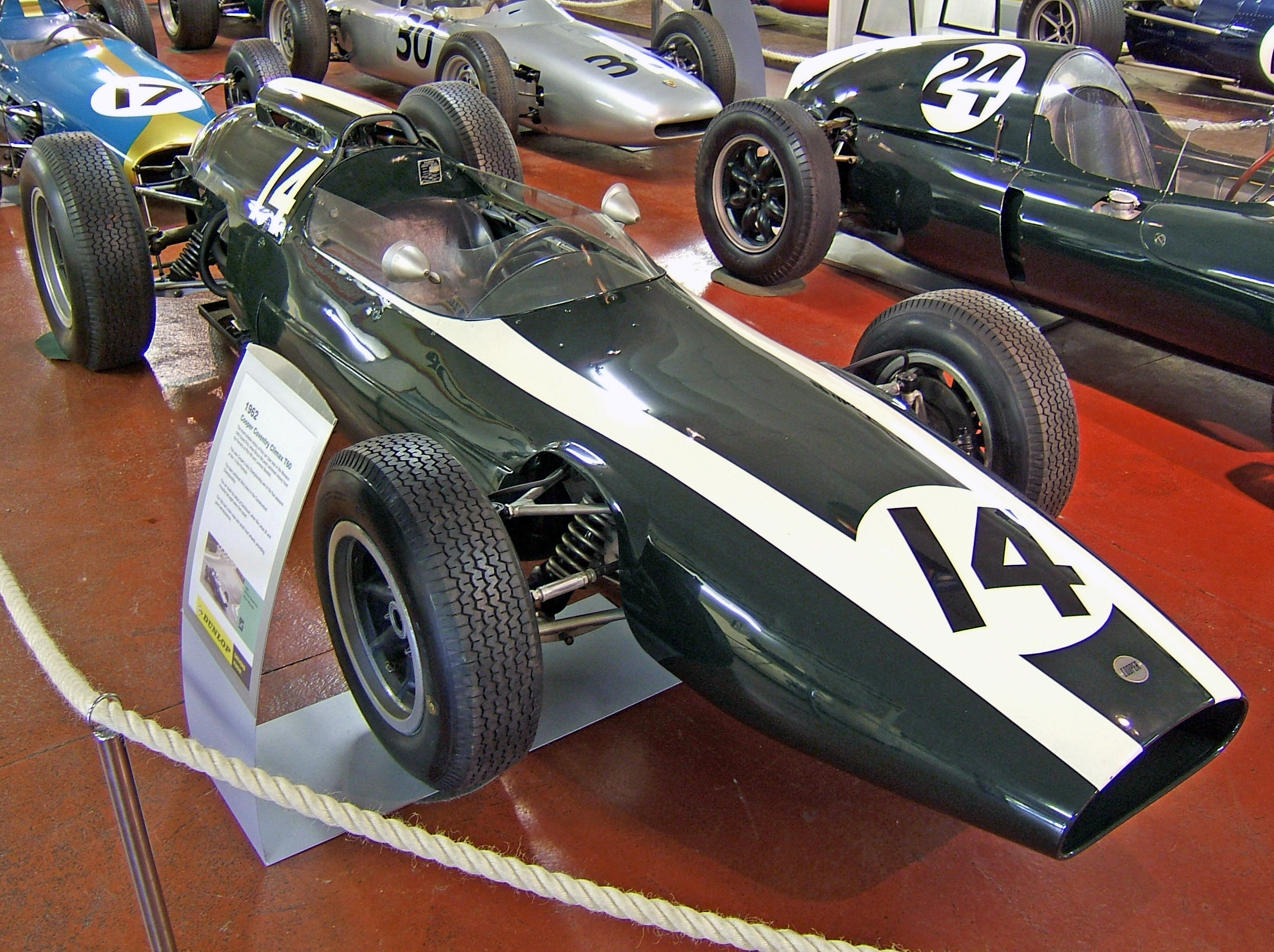
Cooper-Climax T60

1961-ben a motorok hengerűrtartalmát mindössze másfél literre korlátozták. Erre a Ferrari készült fel a legjobban (immár ők is farmotoros autóval indultak), míg a Climax nem készített elég erős motort. A Cooper ez évben egyetlen győzelmet sem aratott, McLaren egy dobogós helyet szerzett, Brabham pedig egyszer indult a pole pozícióból Wakins Glenben. A konstruktőri negyedik helyet szerezték meg.
1962-ben Brabham elhagyta a Coopert, és saját csapatot alapított, Bruce McLaren lett az elsőszámú versenyző. 1962-ben megnyerte a monacói nagydíjat, és a világbajnokság harmadik helyén végzett. A csapat 1963-ban és 1964-ben is ötödikként végzett a Lotus, a BRM, a Brabham és a Ferrari mögött. John Cooper egy közúti balesetben súlyosan megsérült. Apja halála után, 1965 áprilisában eladta a Cooper csapatot a Chipstead Motor Groupnak.
1965-ben a Coopernél kezdte Formula–1-es pályafutását a későbbi világbajnok, Jochen Rindt illetve Ron Dennis, aki az osztrák versenyző mérnöke volt.
A csapat lemaradásának oka az autó alváza volt. A Lotus önhordó karosszériáját több csapat is átvette már. Owen Maddock kitartott a hagyományos alváztípusnál, de ez már elavulttá vált (T66, T73, T59 és T77).

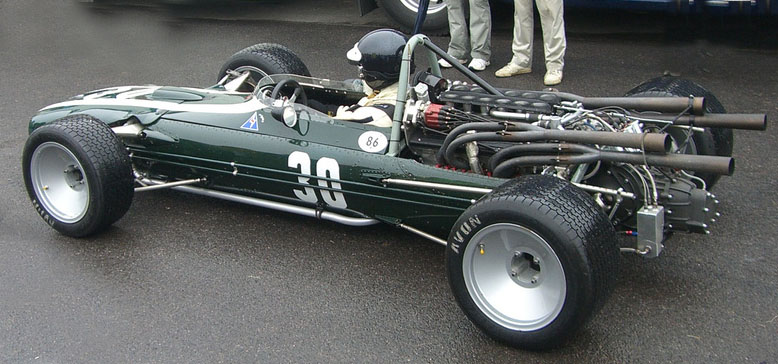
Cooper-Maserati T86

1966-ban az új tervező Derrick White lett. Megalkották az első monocoque-vázas modellt, a T81-est, emellett a Maserati V12-es motorjaira tértek át a 3 literes formula első évében. Bár a monacói nagydíjon nem szereztek pontot, Rindt a belga nagydíjon második lett, amit még több dobogós hely követett. A bajnokság közben John Surtees a csapathoz igazolt a Ferraritól, az év végén pedig győzött a mexikói nagydíjon. 6 dobogós helyezéssel, egy pole-lal, egy győzelemmel és 30 ponttal a csapat a konstruktőri harmadik helyet szerezte meg.
Az 1967-es évben Rindt és Pedro Rodríguez volt a csapat versenyzője, de a csapat számos privát versenyzőnek is szállított régebbi autót (T79, T77). Rodríguez meglepetésre megnyerte a dél-afrikai nagydíjat, a sikercsapat utolsó győzelmét aratva. A helyi John Love saját Cooper T79-esével a második helyen végzett. A csapat az év végén 28 pontot gyűjtve harmadik lett a Lotus és a Brabham mögött. Már a szezon közepén el akartak indulni a T86-ossal, de csak az évad végén debütált az új autó (Rindt negyedik lett vele az olasz nagydíjon).
Az 1968-as év nem sikerült olyan jól, mint várták, ugyanis a BRM V12-es motorjai nem hozták meg a kívánt eredményt. A spanyol nagydíjon Brian Redman, Monacóban Lucien Bianchi volt harmadik, aki ezzel a Cooper utolsó dobogós helyezését szerezte. A csapat az év végén visszavonult a sportágból. Formula–1-es Cooper autóval Vic Elford állt utoljára rajthoz az 1969-es monacói nagydíjon.
A Formula–1-en kívül a csapat a Mini Cooperrel az 1960-as években raliversenyeken is sikeresen szerepelt.

## Formula–1-es eredmények
Jelmagyarázat: D =Dunlop, G =Goodyear, F =Firestone
A félkövérrel jelzett versenyző abban az évben világbajnok lett.
| Évad | Modell                | Gumi | Motor         | Versenyzők                                                                                   | Helyezés              |
| ---- | --------------------- | ---- | ------------- | -------------------------------------------------------------------------------------------- | --------------------- |
| 1968 | T81B, T86, T86B, T86C | F G  | BRM, Maserati | Brian Redman Ludovico Scarfiotti Lucien Bianchi Vic Elford Johnny Servoz-Gavin Robin Widdows | 7. (14 pont)          |
| 1967 | T81, T81B, T86        | G    | Maserati      | Jochen Rindt Pedro Rodríguez Alan Rees Richard Attwood Jacky Ickx                            | 3. (28 pont)          |
| 1966 | T81                   | G    | Maserati      | Richie Ginther Jochen Rindt Chris Amon John Surtees Moises Solana                            | 3. (30 pont)          |
| 1965 | T77, T73              | D    | Climax        | Bruce McLaren Jochen Rindt                                                                   | 5. (14 pont)          |
| 1964 | T73, T66              | D    | Climax        | Bruce McLaren Phil Hill                                                                      | 5. (16 pont)          |
| 1963 | T66                   | D    | Climax        | Bruce McLaren Tony Maggs                                                                     | 5. (25 pont)          |
| 1962 | T55, T60              | D    | Climax        | Bruce McLaren Tony Maggs Tim Mayer                                                           | 3. (29 pont)          |
| 1961 | T55, T58              | D    | Climax        | Jack Brabham Bruce McLaren                                                                   | 4. (14 pont)          |
| 1960 | T51, T53              | D    | Climax        | Jack Brabham Bruce McLaren Chuck Daigh Ron Flockhart                                         | Világbajnok (48 pont) |
| 1959 | T51                   | D    | Climax        | Jack Brabham Bruce McLaren Masten Gregory Giorgio Scarlatti                                  | Világbajnok (40 pont) |
| 1958 | T44, T45              | D    | Climax        | Jack Brabham Bruce McLaren Jack Fairman Roy Salvadori Ian Burgess                            | 3. (31 pont)          |